# Lepidoscia raricoma
Lepidoscia raricoma är en fjärilsart som beskrevs av Edward Meyrick 1893. Lepidoscia raricoma ingår i släktet Lepidoscia och familjen säckspinnare. Inga underarter finns listade i Catalogue of Life.